# Guido Bagier
Guido Rudolf Georg Bagier (* 20. Juni 1888 in Berlin; † 24. Januar 1967 in Mainz) war ein deutscher Tonmeister, Filmregisseur, Filmproduzent, Schriftsteller und Filmkomponist. Er war ein Pionier der Entwicklung des Tonfilms in Deutschland.

## Leben
Am 5. April 1907 schrieb sich Bagier am Leipziger Konservatorium ein. Zuvor hatte er u. a. bei Richard Burmeister Musikunterricht erhalten. Bis Ostern 1910 studierte er in Leipzig u. a. bei Max Reger (Komposition), Hans Sitt (Dirigieren und Partiturspiel), Stephan Krehl (Theorie und Komposition) und Bernhard Porst (Begleitung des Opernensembles).
Bagier trat nach einem mit der Promotion zum Dr. phil. abgeschlossenen Studium an der Universität Leipzig noch vor Ausbruch des Ersten Weltkrieges als Buchautor in Erscheinung und veröffentlichte eine Reihe von Schriften wie etwa seine Dissertation Herbart und die Musik: mit besonderer Berücksichtigung der Beziehungen zur Ästhetik und Psychologie (1911). Anfang der 1920er Jahre war Bagier Schriftleiter der im Weimarer Feuer-Verlag erschienenen Publikation Feuer. Monatsschrift für Kunst und künstlerische Kultur. 1923 veröffentlichte er eine als Taschenbuch erschienene Abhandlung zu Max Reger.
Zur selben Zeit begann sich Guido Bagier verstärkt dem Film zuzuwenden und versuchte, dessen stummen Charakter sukzessive zu überwinden: 1923 verfasste er zwei Kinokompositionen, und 1925 inszenierte er mit dem Einakter Das Mädchen mit den Schwefelhölzern den ersten (noch kurzen) Tonfilm der deutschen Kinogeschichte. Die nach dem Tri-Ergon-Verfahren hergestellte UFA-Produktion war aufgrund der erheblichen technischen Mängel jedoch ein kommerzieller Misserfolg. Zum Jahresbeginn 1928 äußerte sich Bagier zur Zukunft der Kinematographie unter besonderer Berücksichtigung von Ton, Farbe und Dreidimensionalität in der Schrift Der kommende Film. Im Herbst desselben Jahres unternahm Bagier einen erneuten Versuch, das Tonfilmzeitalter in Deutschland einzuleiten. Für die Tobis-Industrie GmbH bzw. das Tonbild-Syndikat (ebenfalls Teil des Tobis-Konzerns) produzierte er im Oktober/November 1928 drei von Frank Clifford inszenierte kurze Spielfilme, im Winter 1928/1929 folgte der nach dem Tobis-eigenen Licht- und Nadelton-Verfahren hergestellte abendfüllende, halbdokumentarische Kinofilm Melodie der Welt von Walter Ruttmann. Auch an der Entstehung des ersten 100-prozentigen deutschen Tonspielfilms, Dich hab’ ich geliebt, war Guido Bagier als Tobis-Tonfachmann beteiligt. Dort wie auch bei dem dritten 100-prozentigen Tonfilm des Jahres 1929, Carl Froelichs Die Nacht gehört uns, und bei einer Reihe von weiteren frühen Tonfilmen des Jahres 1930 übernahm Bagier die Leitung der Tonherstellung.
Bereits 1931 verlor er weitgehend das Interesse am Kinospielfilm, kehrte aber 1933/34 für die Produktion mehrerer Unterhaltungsfilme der Tofa zurück. 1936 beendete Bagier seine Filmtätigkeit weitgehend, angeblich, weil er im Dritten Reich nicht länger wohlgelitten war. Er zog sich vorübergehend nach Österreich zurück, durfte jedoch auch weiterhin publizieren (zum Beispiel der 1943 erschienene Band ‘Das tönende Licht. Die Schilderung einiger seltsamer Begebenheiten seit der Erfindung der Kinematographie, unter Verwendung wichtiger und unbekannter Dokumente‘). Im November 1947 war Guido Bagier an der Gründung der Österreichischen Filmgesellschaft m.b.H. (ÖFA) beteiligt. Aus der Folgezeit ist nur noch seine Produktionsbeteiligung an dem Beethoven-Film Eroica belegt, danach zog er sich weitgehend ins Privatleben zurück.
Der Nachlass Bagiers wird seit 2001 im Filmmuseum Düsseldorf verwahrt. Guido Bagiers Adoptivsohn war der Filmeditor Wolfgang Loe Bagier.

## Filmografie
- 1923: Tatjana (Musik)
- 1923: Der verlorene Schuh (Musik)
- 1925: Das Mädchen mit den Schwefelhölzern (Kurzfilm, Regie, Produktionsleitung, Musik)
- 1928: Dein ist mein Herz (Kurzfilm, Produktion)
- 1928: Das letzte Lied (Kurzfilm, Produktion)
- 1928: Paganini in Venedig (Kurzfilm, Produktion)
- 1929: Melodie der Welt (Leitung der Tonherstellung)
- 1929: Der Günstling von Schönbrunn (Leitung der Tonproduktion)
- 1929: Gestörtes Ständchen (Kurzspielfilm)
- 1929: Dich hab’ ich geliebt (Ton-Produktionsleitung)
- 1929: Die Nacht gehört uns (Ton-Produktionsleitung)
- 1930: Westfront 1918 (Leitung der Vertonung)
- 1930: Das Lied ist aus (Leitung der Tonherstellung)
- 1930: Der König von Paris (Leitung der Tonherstellung)
- 1930: Dreyfus (Leitung der Tonherstellung)
- 1930: Skandal um Eva (Leitung der Tonherstellung)
- 1931: Tönende Welle (kurzer Experimentalfilm, Produktionsleitung)
- 1932: Peter und Billy -- Die Kameradschaftsehe (Co-Produktionsleitung)
- 1933: Kleines Mädel -- großes Glück (Produktion)
- 1933: Die Finanzen de Großherzogs (Produktion)
- 1934: Mutter und Kind
- 1934: Ich sing mich in dein Herz hinein (Produktion)
- 1934: Peer Gynt (Produktion)
- 1934: Herr Kobin geht auf Abenteuer (Produktion)
- 1935: Sonne und Schnee über Deutschland (Kurzdokumentarfilm, Produktion)
- 1936: Skandal um die Fledermaus (Produktion)
- 1949: Eroica (Produktion)